# Jean-Baptiste Roeser
Jean-Baptiste Roeser was lid van het Belgisch Nationaal Congres. 

## Levensloop
Roeser was bankier, namelijk vertegenwoordiger in Luxemburg van de 'Société Générale'. Van hem is geen geboorte- of overlijdensdatum bekend. Hij zou de Jean-Baptiste Roeser kunnen zijn die op 14 maart 1763 in Sélestat (Bas-Rhin) geboren werd en die dus 67 was in 1830.
In 1830 werd hij tot plaatsvervangend lid van het Nationaal Congres verkozen voor het arrondissement Luxemburg. Hij zetelde al als effectief lid vanaf 13 november, gelet op de weigering van Tinant om zijn verkiezing te aanvaarden. Roeser zetelde er samen met onder meer zijn 'baas' in de Société Générale, Ferdinand Meeûs.
Hij nam geen enkele keer het woord en stemde bij de grote gelegenheden steeds met de meerderheid, als volgt: voor de onafhankelijkheidsverklaring en voor de eeuwigdurende uitsluiting van de Nassaus, voor de hertog van Nemours, voor Surlet de Chokier als regent, voor Leopold van Saksen Coburg en voor de aanvaarding van het Verdrag der XVIII artikelen (Ferdinand Meeûs stemde tegen die aanvaarding).